# 테무코

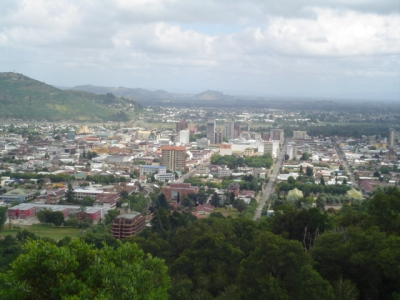
니엘롤 언덕에서 바라본 테무코 전경

테무코(Temuco)는 마뿌둔군어로 전통 의약품으로 쓰이는 나무인 "떼무 수(水)"를 의미하며 산티아고에서 남쪽으로 약 670킬로미터 거리에 위치해 있는 칠레 제9번 아라우카니아 주의 주도이다. 호수 레조트 센터에 가까이 위치해 있어 이 지역으로 오는 관광자들의 출발 기지가 된다.
테무코 시는 칠레의 신시 중 하나이며 근대적인 하부 구조와 건축 구조를 지녔다. 이곳은 칠레 운반업의 중심지로 상가가 발달했으며 니엘롤 동산과 프론테라 대학이 이곳에 위치하였다.

## 인구
2002년 현재 30만 명의 인구가 있으며 칠레 남부의 가장 큰 도시이다. 테무코의 특징 중 하나는 수많은 독일 이민 사회, 그리고 인구의 25%를 구성하는 강력한 마뿌체 문화의 존재이다.

## 역사
까우띤 강과 니엘롤 언덕에 둘러싸여 천혜의 지리에 위치한 테무코는 1881년 2월 24일 마누엘 레까바렌이 레까바렌 요새를 건설하며 시작되었다.
군사 도시로 시작한 테무코는 이후 급속한 성장을 계속하였다. 1888년 4월 15일 시정부의 첫 선거가 있었으며 호세 델 로사이오 무뇨스가 시장으로 선출되었다. 1895년 인구는 7,708 명으로 늘어났으며 까우띤구의 설립과 떼무꼬의 수도시 동시 정립 시기에는 16,037 명으로 늘어났다.

## 기후
| 테무코의 기후                                                  | 테무코의 기후 | 테무코의 기후 | 테무코의 기후 | 테무코의 기후 | 테무코의 기후 | 테무코의 기후 | 테무코의 기후 | 테무코의 기후 | 테무코의 기후 | 테무코의 기후 | 테무코의 기후 | 테무코의 기후 | 테무코의 기후   |
| 월                                                             | 1월           | 2월           | 3월           | 4월           | 5월           | 6월           | 7월           | 8월           | 9월           | 10월          | 11월          | 12월          | 연간            |
| -------------------------------------------------------------- | ------------- | ------------- | ------------- | ------------- | ------------- | ------------- | ------------- | ------------- | ------------- | ------------- | ------------- | ------------- | --------------- |
| 역대 최고 기온 °C (°F)                                         | 38.0 (100.4)  | 42.0 (107.6)  | 35.1 (95.2)   | 32.0 (89.6)   | 24.1 (75.4)   | 20.8 (69.4)   | 20.7 (69.3)   | 23.1 (73.6)   | 26.8 (80.2)   | 30.2 (86.4)   | 34.4 (93.9)   | 36.4 (97.5)   | 42.0 (107.6)    |
| 일평균 최고 기온 °C (°F)                                       | 25.0 (77.0)   | 25.5 (77.9)   | 23.0 (73.4)   | 18.3 (64.9)   | 14.6 (58.3)   | 12.0 (53.6)   | 11.7 (53.1)   | 13.3 (55.9)   | 15.5 (59.9)   | 17.6 (63.7)   | 19.7 (67.5)   | 22.3 (72.1)   | 18.2 (64.8)     |
| 일일 평균 기온 °C (°F)                                         | 17.1 (62.8)   | 17.3 (63.1)   | 15.5 (59.9)   | 12.4 (54.3)   | 10.3 (50.5)   | 8.5 (47.3)    | 7.8 (46.0)    | 8.7 (47.7)    | 9.9 (49.8)    | 11.6 (52.9)   | 13.4 (56.1)   | 15.4 (59.7)   | 12.3 (54.1)     |
| 일평균 최저 기온 °C (°F)                                       | 9.2 (48.6)    | 9.0 (48.2)    | 8.1 (46.6)    | 6.5 (43.7)    | 6.0 (42.8)    | 4.9 (40.8)    | 3.9 (39.0)    | 4.2 (39.6)    | 4.3 (39.7)    | 5.7 (42.3)    | 7.2 (45.0)    | 8.5 (47.3)    | 6.5 (43.7)      |
| 역대 최저 기온 °C (°F)                                         | −0.2 (31.6)   | −1.9 (28.6)   | −2.0 (28.4)   | −4.0 (24.8)   | −5.4 (22.3)   | −6.9 (19.6)   | −8.1 (17.4)   | −6.7 (19.9)   | −4.3 (24.3)   | −3.0 (26.6)   | −2.4 (27.7)   | −0.2 (31.6)   | −8.1 (17.4)     |
| 평균 강수량 mm (인치)                                          | 27.8 (1.09)   | 34.2 (1.35)   | 43.8 (1.72)   | 85.6 (3.37)   | 148.0 (5.83)  | 209.6 (8.25)  | 156.7 (6.17)  | 135.4 (5.33)  | 86.4 (3.40)   | 81.0 (3.19)   | 57.3 (2.26)   | 49.0 (1.93)   | 1,114.8 (43.89) |
| 평균 강수일수 (≥ 1.0 mm)                                       | 3.6           | 3.6           | 5.5           | 8.6           | 12.5          | 16.5          | 15.3          | 14.6          | 10.8          | 9.6           | 7.2           | 6.0           | 114.0           |
| 평균 상대 습도 (%)                                             | 72            | 72            | 77            | 83            | 87            | 88            | 87            | 84            | 81            | 79            | 78            | 75            | 80              |
| 평균 월간 일조시간                                             | 303.8         | 265.6         | 226.3         | 147.0         | 111.6         | 75.0          | 89.9          | 124.0         | 171.0         | 179.8         | 210.0         | 272.8         | 2,176.8         |
| 평균 일일 일조시간                                             | 9.8           | 9.4           | 7.3           | 4.9           | 3.6           | 2.5           | 2.9           | 4.0           | 5.7           | 5.8           | 7.0           | 8.8           | 6.0             |
| 출처 1: 칠레 기상청 (평년값: 1991년~2020년, 극값: 1952년~현재) |               |               |               |               |               |               |               |               |               |               |               |               |                 |
| 출처 2: 미국 해양대기청 (강수일수), 칠레 대학교 (일조시간)     |               |               |               |               |               |               |               |               |               |               |               |               |                 |